# Genoneopsylla claviprocera
Genoneopsylla claviprocera är en loppart som beskrevs av Hsieh Paochi et Wu Houyong 1980. Genoneopsylla claviprocera ingår i släktet Genoneopsylla och familjen mullvadsloppor. Inga underarter finns listade i Catalogue of Life.